# ایچیکو ساتو
ایچیکو ساتو (انگلیسی: Ichiko Sato؛ زادهٔ ۱۱ مارس ۱۹۶۵) بازیکن والیبال اهل ژاپن بود.